# Annona moaensis
Annona moaensis este o specie de plante angiosperme din genul Annona, familia Annonaceae, descrisă de Leon și  Brother Alain. Conform Catalogue of Life specia Annona moaensis nu are subspecii cunoscute.